# Klamfyr
Klamfyr er debutalbummet fra den danske rapper Orgi-E, der udkom den 14. september 2012 på Tabu Records og Universal Music. Albummet debuterede på førstepladsen af hitlisten.
Numrene på Klamfyr er skrevet over en periode på tre år. Efter at havde udgivet hiphop-gruppen Suspekts fjerde album, Elektra i 2011, følte Orgi-E at tiden var inde til et soloalbum. Albummet adskiller sig musikask fra Suspekt-universet ved at være produceret af Jonathan Elkær, og "tekstmæssigt er det hele ikke kun pik og patter – det ville være for kedeligt. Der er blandt andet hug til Dansk Folkeparti."
"Singlepik" udkom som første single den 4. juni 2012. Om nummeret har Orgi-E fortalt: "Nummeret er den ultimative hyldest til det at være single – jeg blev skilt for cirka et halvt år siden og har derefter oplevet, hvor fedt det også kan være bare at være sig selv - og være glad for det!". Singlen debuterede på 13. pladsen af single-hitlisten. I april 2013 modtog "Singlepik" guld for 900.000 streams.

## Spor
| #   | Titel                                        | Sangskriver(e)                                                      | Producer(e)       | Længde |
| --- | -------------------------------------------- | ------------------------------------------------------------------- | ----------------- | ------ |
| 1.  | "Kommer snigende ind (Klamfyr pt. 2)"        | Emil Simonsen, August Fenger                                        | Eloq              | 2:27   |
| 2.  | "Gul feber"                                  | Simonsen, Jonathan Elkær                                            | Elkær             | 3:17   |
| 3.  | "Blinkende lygter" (featuring Xander)        | Simonsen, Elkær, Xander Linnet                                      | Elkær             | 4:29   |
| 4.  | "Få dine pistoler frem" (featuring Marwan)   | Simonsen, Elkær, Marwan Mohamed                                     | Elkær             | 4:31   |
| 5.  | "Singlepik"                                  | Simonsen, Elkær                                                     | Elkær             | 3:05   |
| 6.  | "Respiration"                                | Simonsen, Elkær                                                     | Elkær             | 4:07   |
| 7.  | "River jern"                                 | Simonsen, Elkær, Rune Rask                                          | Elkær, Rask       | 2:35   |
| 8.  | "Moderne sigøjner"                           | Simonsen, Elkær                                                     | Elkær             | 3:47   |
| 9.  | "Mand 2.0" (featuring Jooks)                 | Simonsen, Elkær, Johan Forsby                                       | Elkær             | 3:40   |
| 10. | "Milf" (featuring Bjarke Winther)            | Simonsen, Elkær                                                     | Elkær             | 2:38   |
| 11. | "City2Musik #HvaGlorDuPå"                    | Simonsen, Elkær, Rask                                               | Elkær, Rask       | 4:13   |
| 12. | "Hold dig stærk" (featuring Bai-D & Wafande) | Simonsen, Andreas Duelund, Wafande Jolivel Zahor, Jonas Vestergaard | Rask, Vestergaard | 4:00   |

Noter
- "Respiration" ekstra vokal af Johan Forsby.
- "City2Musik #HvaGlorDuPå" ekstra vokal af Andreas Duelund.

## Singler
| År                                                               | Titel                        | Højeste placering | Certificering      |
| År                                                               | Titel                        | Download          | Certificering      |
| ---------------------------------------------------------------- | ---------------------------- | ----------------- | ------------------ |
| 2012                                                             | "Singlepik"                  | 13                | - Guld (streaming) |
| 2012                                                             | "City2Musik #HvaGlorDuPå"    | 20                |                    |
| 2012                                                             | "Mand 2.0" (featuring Jooks) | —                 |                    |
| "—" markerer en udgivelse der ikke opnåede en hitlisteplacering. |                              |                   |                    |